# Atròfia mamària
L'atròfia mamària és l'atròfia o contracció normal o espontània dels pits.

## Causes
L'atròfia mamària es produeix habitualment a les dones durant la menopausa, quan els nivells d'estrògens disminueixen.
També pot ser causada per hipoestrogenisme i/o hiperandrogenisme en dones en general, com en el tractament amb antiestrògens per al càncer de mama, en la síndrome d'ovari poliquístic (SOP), i en la desnutrició com l'associada a trastorns alimentaris com l'anorèxia nerviosa o amb malalties cròniques.
També pot ser un efecte de la pèrdua de pes.

## Tractament
En el tractament de la ginecomàstia en homes i la macromàstia en dones, i en la teràpia de reemplaçament hormonal (HRT) per als homes trans, l'atròfia mamària pot ser un efecte desitjat.
Alguns exemples d'opcions de tractament per a l'atròfia mamària, depenent de la situació/quan escaigui, poden incloure estrògens, antiandrògens i una nutrició adequada o un augment de pes.